# 蘭戈斯
蘭戈斯 (匈牙利語：Lángos) 是匈牙利的一道傳統菜餚，做法是將由麵粉、酵母、鹽水製作而成的麵包油炸使用。蘭戈斯同樣在塞爾維亞的伏伊伏迪那食用，由當地的匈牙利人製作。由於蘭戈斯價錢便宜且做法簡單，因此經常作為快餐食用。除了匈牙利之外，在奧地利也能買到蘭戈斯。